# Говернадор-Валадаріс (мікрорегіон)

Говернадор-Валадаріс на карті штату Мінас-Жерайс

Говернадор-Валадаріс (порт. Microrregião de Governador Valadares) — мікрорегіон у Бразилії, входить до штату Мінас-Жерайс. Складова частина мезорегіону Валі-ду-Ріу-Досі. Населення становить 407 815 чоловік на 2006 рік. Займає площу 11 327,403 км². Густота населення — 36,0 чол./км².

## Склад мікрорегіону
До складу мікрорегіону включені такі муніципалітети:
1. Алперката
2. Кампанаріу
3. Капітан-Андраді
4. Короасі
5. Дівіну-дас-Ларанжейрас
6. Енженьєйру-Калдас
7. Фернандіс-Торінью
8. Фрей-Іносенсіу
9. Галілея
10. Говернадор-Валадаріс
11. Ітамбакурі
12. Ітаньомі
13. Жампрука
14. Марілак
15. Матіас-Лобату
16. Насіп-Райдан
17. Нова-Модіка
18. Пескадор
19. Собралія
20. Сан-Жералду-да-П'єдаді
21. Сан-Жералду-ду-Байшиу
22. Сан-Жозе-да-Сафіра
23. Сан-Жозе-ду-Дівіну
24. Тумірітінга
25. Вірголандія

| Бразилія | Це незавершена стаття з географії Бразилії. Ви можете допомогти проєкту, виправивши або дописавши її. |